# 足利英幸
足利 英幸（あしかが ひでゆき、1960年7月30日 - ）は、日本の実業家。神奈川県出身。バクスター株式会社代表取締役社長。日本ベクトン・ディッキンソン株式会社元代表取締役社長。ボシュロム・ジャパン株式会社代表取締役社長。

## 人物・経歴
神奈川県川崎市出身。1984年、上智大学外国語学部イスパニア語学科卒業。1993年、米国・マサチューセッツ工科大学（MIT）経営学修士課程修了（MBA取得）。大学卒業後は、日産自動車株式会社に入社。2000年、バクスター株式会社に入社し、透析製品事業部でマーケティングや製品開発責任者職に従事。2003年、ジョンソン・エンド・ジョンソン株式会社に入社し、デピュージャパン（整形外科部門）のマーケティング・ディレクター、2006年より日本ベクトン・ディッキンソン株式会社にてファーマシューティカル・システム事業部長、2007年より同社代表取締役社長に就任。同社の代表取締役社長に日本人が就任するのは、1971年の日本支社設立以来、35年間で初めてのこととなった。2010年、ボシュロム・ジャパン株式会社代表取締役社長に就任。2014年から2015年まで日本におけるサノフィ・グループの一員であるジェンザイム・ジャパン株式会社の代表取締役社長を務めた。2016年、バクスター株式会社代表取締役社長に就任。